# Secret Agent Clank
Secret Agent Clank е видео игра платформер, разработена от компанията High Impact Games за PSP, на пазара от 17 юни 2008.
Играта използва същия енджин като PSP Ratchet & Clank: Size Matters, като за пръв път в центъра на действието е роботът Clank..
Действието се развива след това в Size Matters. Играта започва с това как Ратчет е жертва на скалъпен процес. За да спаси приятеля си, Clank започва разследване разследва кой стои зад обвиненията. Clank бива нает за агент. Отговорът е намерен. Klunk и Роборатчет се крият зад обвиненията. Играта Cecret agent Clank е 6-а подред от поредицат Ratchet and Clank.